# Folhetos
 (avril 2025).
Si vous disposez d'ouvrages ou d'articles de référence ou si vous connaissez des sites web de qualité traitant du thème abordé ici, merci de compléter l'article en donnant les références utiles à sa vérifiabilité et en les liant à la section « Notes et références ».
Les Folhetos signifient littéralement en français « brochures ». Ce sont de petits feuillets faits avec du papier de mauvaise qualité sur lesquels est imprimée la littérature de cordel. Souvent sous un format de 11 à 16 cm, soit une feuille format A4 pliée en quatre, ce qui donne des pages multiples de 8, 16 ou 32 pages.

## Origines desFolhetos
Depuis le Moyen Âge, nous savons que les troubadours chantaient les nouvelles et les événements importants des lieux où ils passaient. Mais c'est surtout à partir du moment des Croisades, lorsque les gens entreprenaient de long voyages, que la littérature populaire a commencé à avoir de l'importance. De plus, les diverses guerres de religion ont provoqué un grand changement culturel incitant par la même occasion les troubadours de l'époque à la pratique de cet art. C'est sûrement pour cette raison que la littérature populaire en vers a une si grande importance en Europe. Pourquoi en vers ? Parce qu'une histoire en vers est plus facile à retenir qu'une histoire en prose car celle-ci n'a pas de référence mnémotechnique. 
Mais en 1450 avec l'invention de l'imprimerie, les œuvres orales sont devenues écrites. En France on voit apparaître la bibliothèque bleue car les couvertures de ces feuillets étaient bleues. En Hollande, en Allemagne et dans toute l'Europe il existait également une production littéraire pour les plus pauvres. Au Portugal et en Galice, cette littérature portait un nom : littérature de cordel au Portugal et pliegos sueltos en Espagne. Cordel est un terme portugais signifiant « ficelle » en français. C'est ainsi que l'on appelait cette littérature populaire car ils étaient suspendus à des cordes sur les marchés comme du linge en train de sécher, afin qu'ils soient bien visibles par les potentiels acheteurs. Depuis, au Brésil, les vendeurs n'ont pas maintenu la tradition et les exposent surtout sur du papier journal à même le sol, ou dans des valises ouvertes. Quand le Portugal a découvert le Brésil au XVIe siècle, il a emmené avec lui ses histoires populaires.
Au Brésil deux fondements vont apparaître. Tout d'abord, il est très important d'improviser les vers selon des règles très concrètes. Ensuite, le contenu est plus important que la forme. Cependant la relation entre les deux est très étroite dans le sens où, encore aujourd'hui, les strophes utilisées sont des sizains. Les folhetos  sont apparus au Brésil au XIXe siècle, avec une production déjà affaiblie et la vulgarisation de l'impression, la littérature de Cordel a émigré vers la région Nordeste où les conditions de vie étaient encore médiévales.

## Les premiersFolhetosau Brésil
La plupart des premiers folhetos qui sont arrivés au Brésil étaient espagnols traduits en portugais. 
- L'histoire de l'impératrice Porcine  - une épouse innocente et calomniée qui après d'innombrables souffrances et problèmes, se réhabilite aux yeux de son mari.
- L'histoire de la Donzelle Théodore  - une donzelle esclave qui pour sauver celui qui l'a achetée et élevée comme sa propre fille, va montrer ses dons d'intelligence hors du commun au Roi. Celui-ci, émerveillé, va lui donner suffisamment d'argent pour que son maître reprenne le niveau de vie social qu'il avait avant. En 1605, douze livres de la Donzelle Théodore vont être emportés vers le Nouveau continent.
- L'histoire de la princesse Magalona  - la fiancée fidèle qui patiente des années durant avec obsession le retour du mari. En 1600, douze masses de ce feuillet ont été emmenés au Brésil.
- L'histoire de l'empereur Carlos Magno  - traduit du français  Conquête du Grand Charlemagne .

## LesFolhetos
Tous ceux qui étudient la littérature de Cordel seraient d'accord pour dire que pour que celle-ci soit qualifiée comme telle il faut qu'elle réponde à des caractéristiques bien spécifiques. 
Elle doit se présenter sous la forme de folhetos typiques, son contenu doit être d'un intérêt populaire, la commercialisation ne doit pas se faire dans les librairies mais sur les marchés et généralement avec une démonstration orale, et bien sur elle doit être à faible coût afin que les plus pauvres, pour qui elle est créée à l'origine, soient en mesure d'en acheter. Les vendeurs de folhetos  appelés les folheteiros  doivent attirer l'attention des passants sur le marché. Cette attention est souvent captée par la toute première strophe. Cependant, parfois le folheteiro  lit jusqu'au point culminant de l'histoire et s'arrête, ce qui encourage les lecteurs intéressés à acheter. Cette lecture était faite d'une voix monotone, toujours pareille mais jamais de façon simple. 
Aujourd'hui les folhetos  ont beaucoup changé. Même si certains perpétuent la tradition, et qu'elle continue à être imprimée sur du papier bas de gamme, avec pour illustration les gravures sur bois (xylogravures), d'autres prennent des formes plus récentes avec du papier de meilleurs qualité, des illustrations photos. 
À l'origine, les chanteurs de Littérature de Cordel étaient presque tous analphabètes et utilisaient un langage typique du Nordeste. C'est pourquoi beaucoup de fautes se retrouvaient dans les folhetos .
Pour limiter le coût du  folheto, le poète faisait office de créateur, xylograveur, typographe et même couturier. En effet, il cousait généralement lui-même les feuilles du feuillet pour les faire tenir. Il faisait donc tout depuis l'idée initiale jusqu'à la réalisation. 
Souvent sous un format de 11 à 16 cm soit une feuille format A4 pliée en quatre, ce qui donne des pages multiples de 8, 16 ou 32 pages, rarement plus. Aujourd'hui la plupart des feuillets se composent de 32 pages pour faciliter l'impression. Si le nombre de pages est trop élevé, des publicités sont rajoutées.

## La gravure sur bois
La gravure sur bois ou xylogravure est un art qui consiste à graver une image sur du bois. Le mot « xylogravure » vient de l’étymologie grecque xylon  : le bois et graphein  : écrire.  Cette pratique trouve sûrement son origine en Chine mais devient réellement populaire grâce à la littérature de Cordel. En effet, la plupart des folheto sont illustrés en première page par une xylogravure, même si au fur et à mesure elles sont remplacées par des photos. Les xylograveurs les plus importants de la littérature de Cordel brésilienne sont Abraão Batista, José Costa Leite, J. Borges, Amaro Francisco, José Lourenço et Gilvan Samico.